# هوغو غوتيريز فيغا
هوغو غوتيريز فيغا (بالإسبانية: Hugo Gutiérrez Vega)‏ هو محامي وكاتب ودبلوماسي وشاعر مكسيكي، ولد في 11 فبراير 1934 في غوادالاخارا في المكسيك، وتوفي بنفس المكان في 25 سبتمبر 2015.